# Anthony Wolfe
Anthony Wolfe (Manzanilla, 23 de dezembro de 1983) é um ex-futebolista profissional de Trinidad e Tobago. Representou seu país na Copa do Mundo de 2006, na Alemanha.